# ニーナ・コステリナ
ニーナ・コステリナ（ロシア語: Нина Костерина, ラテン文字転写: Nina Kosterina、1921年 - 1941年）は、ソビエト連邦の赤軍パルチザン、日記作者。父親はジャーナリストであった。1936年にコムソモールに参加。彼女の日記には1936年から死の直前までの人生が綴られている。1941年11月14日に開始された赤軍パルチザンの任務中に死去した。

## 生い立ち
ニーナ・コステリナはロシア内戦が収束に向かい、ロシア共産主義の萌芽が芽生え始めた時期に革命軍のキャンプで生まれた。彼女の幼少期は社会の安定を目指す何百万ものロシア市民の闘いを反映している。父親のアレクセイ・エヴグラフォヴィチ・コステリンは2度の逮捕歴を持つボリシェヴィキ煽動者であり、1917年には皇帝に対する反乱に加担したとして3年の懲役に服した。彼は1918年から1920年にかけての或る時期にアンナ・ミハイロヴナと結婚した。ニーナは彼らの最初の子供である。
1922年、モスクワに居を定めたコステリン一家は新政府を誇りをもって支持した。家族の政治思想や、教育により叩き込まれた共産党哲学に影響され、ニーナは早くから青年共産党員としての訓練を開始した。1925年には妹のレイヤが誕生。この時代はソビエトの指導者ウラジーミル・レーニンと他の2人のトップリーダーレフ・トロツキーとヨシフ・スターリンによる権力闘争で消耗していた。スターリンが勝者となったが国中で食料が不足しており、更にソビエトの指導者達がマルクス主義に従いながら国の経済を立て直そうとしていたため、共産主義の壮大な実験は産みの苦しみを迎えていた。
ニーナは初期には明らかに学習を苦手としていたが、その後の数年間は勉強に熱中し、革命的な教えは活動家としての彼女の「仕事」や学習に対する情熱に多大な影響を与えた。この時期に15歳で日記を付け始め、直後にコムソモールとして知られる共産党の青年組織に受け入れられた。

## 来歴
日記は自身を「普通の女の子」と名乗ることから始まっており、1941年の死に至るまでの彼女の内面世界を知る手掛かりとなっている。そしてニーナは頑固で思慮深く、時に真剣に自分自身や世界と向き合って思い悩む10代の女性へとなっていった。彼女は芸術と青年共産党員としての職務に熱心であった。人として良い方向に向かう事を望み、努力する事に対して誠実だった。また日記内で架空のレナ・ガーシュマンという女の子とグリーシャ・グランブラという男の子との起伏に富んだ友情を綴った。
1936年、末の妹ヴェラが誕生。しかしロシア極東地域の任務に赴いた父には別れを告げる事となり、これを最後に父親とは二度と会う事は出来なかった。家族から離れた後、アレクセイはますます猜疑的になったスターリンの政府から嫌悪の対象とされた。結局彼はスターリンの最悪の時代に多くの同胞が受けた運命と同様、「社会的危険分子」として強制収容所に送られ、第二次世界大戦中も収監され続けていた。
ニーナは1939年にセカンダリースクールを卒業し、地質学者を志望していた。大学の講義の一環としての夏の地質学キャンプ中に、ドイツ軍によるソ連への侵攻が開始された。彼女の家族はモスクワから避難したが、彼女は戻って学徒兵士として志願する道を選択した。11月、敵軍の背後にパラシュートで降下し、約1ヵ月間パルチザンの任務に加わった。パルチザンの男女兵士はソビエト戦線の言わば特攻隊として、占領された領土に駐屯するドイツ軍に夜襲をかけ撹乱した。彼等は爆薬専門家、看護師、無線通信士、偵察兵、情報収集係、地元民との連絡係として働いた。

## 死去
1942年1月、ニーナの家族は彼女が12月の任務中に死亡したとの通知を受け取った。その後長い年月、家族はニーナの身に起こった事について詳細を知る事が出来なかった。家族は生還した兵士が公表した、ニーナの最後の使命に関する公式報告を含む回想録を見つける。この報告では、12月19日の任務に参加した22人の（ニーナを含む）パルチザンたちの行動が説明されていた。彼らが森の奥深くに行くとドイツ軍の待ち伏せに会い、更に爆発を引き起こすワイヤーに躓いた。ニーナを含む15人のパルチザンが死亡。生き残った7人は任務を完了し、報告のためにベースキャンプに戻った。彼らの目的は伝えられていなかった。
戦後、ニーナの母親と姉妹はモスクワに戻り、彼女の日記がアパートに隠されているのを発見した。彼女たちはそれを安全に保管し、1955年に刑務所から解放されたアレクセイに渡した。日記は1962年まで発行を許可されず非公開であった。新しいソビエトの指導者ニキータ・フルシチョフが、市民がスターリン時代の経験を公然と話すことを許可したために漸く可能となり、多くの記録、日記、回顧録が発表され始めていた。 2年後、『ニーナの日記』はロシア語で出版された。その後、1968年にアメリカの出版社クラウン・ブックスから英語で出版されベストセラーになった。
その行動主義から新政府にすら疎まれていた父親のアレクセイは1968年に死去。母親のアンナは1974年に死去。末の妹ヴェラは1997年に死去。すぐ下の妹レイヤ（エレナの別名でも知られる）は2004年時点ではまだモスクワに存命であった。

## ニーナの日記 日本語訳
- ニーナの日記 江川卓訳、1965年1月1日、集英社 ASIN B000JAD9O0
- パパもどってきてよ―ニーナの日記 鹿島保夫訳、1965年1月1日、合同出版 ASIN B000JAD7S8
- ルー・サロメ愛と生涯・奇蹟へのあゆみ・ニーナの日記 土岐恒二訳 1978年6月 筑摩書房 ASIN B000J8OGTY